# Wagnerfels
Der Wagnerfels, auf der amtlichen Karte Wagnerfelsen, ist ein Felsvorsprung am südlichen Rand der Stadt Waischenfeld im westlichen Landkreis Bayreuth und ist benannt nach dem Komponisten Richard Wagner. Er liegt rund 82 Meter (Horizontalentfernung) östlich (orographisch links) der Wiesent und 33 Höhenmeter oberhalb des Flusses in der bewaldeten Hanglage Buchberg, sowie oberhalb der links entlang der Wiesent verlaufenden Kreisstraße BT 84. Seine Masse wird in den Medien mit 290 oder 350 Tonnen angegeben, bei einem Volumen von 110 Kubikmetern.
Nachdem bereits im März 2014 Mitarbeiter des Landesamtes für Umwelt Risse an dem überhängenden Felsen entdeckt hatten, schlugen Geologen des Nürnberger Instituts für Umweltgeologie Alarm, weil der absturzbedrohte Felsblock eine große Gefahr für zwei Mietshäuser am Fuß der Hanglage darstellte.
Zur Abwendung des möglichen Felssturzes wurde der Gesteinsblock über einen Zeitraum von fünf Wochen im November und Dezember 2015 durch eine Spezialfirma aus Straubing gesichert. Die Firma betonierte von der Bergseite fünf Zentimeter starke Stahlstangen in schräg nach unten angebrachte Bohrungen ein. Die Ansichtsseite des Felsblocks blieb dabei unverändert. Der Auftrag wurde von der Stadt Waischenfeld erteilt, der in diesem Zusammenhang Kosten von 65.000 Euro entstanden.